# Васил Рингов
Васил Рингов (17. април 1955, Струмица) је бивши македонски и југословенски фудбалер, који је играо на позицији нападача.

## Каријера
Рингов је сениорску каријеру почео у београдском Партизану, али пошто за две сезоне није успео да се избори за место у првом тиму, 1975. године прелази у Тетекс. У Тетексу игра стандардно, а затим 1977. прелази у Вардар, где доживљава врхунац каријере. У Вардару је играо 10 година, а био је и на позајмицама у Динаму из Загреба и Ајнтрахту из Брауншвајга. У Вардару и даље држи рекорд као најбољи стрелац првенствених голова, а 80-их година је био и тандем са Дарком Панчевом. Био је део генерације Вардара, која је 1987. освојила Првенство Југославије, али је титула касније враћена Партизану. По стилу игре, Рингов је био познат по центаршутевима, као и по извођењу слободних удараца.